# Elmar Kaljot
Elmar Kaljot (Tallinn, 15 novembre 1901 – New York, 8 gennaio 1969) è stato un calciatore estone, di ruolo difensore.

## Carriera

### Club
Ha sempre giocato nel campionato estone.

### Nazionale
Con la Nazionale ha partecipato alle Olimpiadi nel 1924.